# Били Холидей
Били Холидей (на английски: Billie Holiday), рождено име Елианора Фейгън, е американска джаз певица, смятана за една от най-добрите изпълнителки на XX век. Известна е и с прозвището Лейди Дей (Lady Day).

## Биография

### Ранни години
Родена е на 7 април 1915 година във Филаделфия като извънбрачно дете на деветнадесетгодишната афроамериканка Сади Фейгън и шестнадесетгодишния музикант Кларънс Холидей. Родителите ѝ са от Балтимор, но майка ѝ е изгонена от дома си, след като забременява, и отива да роди във Филаделфия. През първите години от живота си Елианора е отглеждана в Балтимор от Марта Милър, свекърва на по-голямата сестра на майка ѝ, тъй като тя работи в железниците и често отсъства.
Елианора често пропуска училище и на 5 януари 1925 година със съдебно решение е въдворена в католическо поправително училище, където е кръстена в католицизма, религия, която запазва до края на живота си. През октомври е върната на майка си, която отваря ресторант, в който работят и двете, и скоро Елианора спира да посещава училище.
На 24 декември 1926 година майката на Елианора заварва съсед да се опитва да изнасили момичето. Елианора отново е изпратена за няколко седмици в поправителното училище като защитен свидетел по делото за изнасилване. След това започва работа като чистачка в публичен дом и съседните жилища. В края на 1928 година майка ѝ се премества в Харлем в Ню Йорк, последвана малко по-късно от Елианора. Там двете работят като проститутки, но на 2 май 1929 година са арестувани, и Елианора остава в затвора до октомври.

### Ранна музикална кариера
След освобождаването си Елианора започва да пее в харлемските нощни клубове, до 1931 година в екип със своя съсед саксофонист Кенет Холан. От самото начало тя приема псевдонима Били Холидей – от името на актрисата Били Доув и фамилното име на вероятния си баща. Постепенно си създава репутация на местната сцена и има участия в популярни места, като „Подс енд Джерис“ и „Харлем Алхамбра“. По това време тя влиза в контакт и с баща си, който свири в бенда на Флечър Хендерсън.
В края на 1932 година Холидей заменя певицата Монет Мур в клуба „Кованс“. В началото на 1933 година продуцентът Джон Хамънд, който харесва пеенето на Мур, посещава клуба и за пръв път чува Били Холидей. Той е силно впечатлен от стила ѝ, за който по-късно казва, че силно е повлиял на музикалния му вкус, тъй като за пръв път попаднал на „певица, която наистина пее като импровизиращ джаз гений“. С негово съдействие през ноември 1933 година тя прави първите си записи с участието на кларинетиста Бени Гудман. Записва две песни – Your Mother's Son-In-Law и Riffin' the Scotch, като втората става първият ѝ хит.
През 1935 година Били Холидей изпълнява второстепенна роля на жена, тормозена от любовника си, в късометражния музикален филм на Дюк Елингтън Symphony in Black, в който изпълнява и песента Saddest Tale.

### Търговски успех
С песента си Strange Fruit („странен плод“ – за тялото на убития, което виси от дървото), в която става дума за линчуването на негър, Били привлича вниманието на нюйоркските интелектуалци и скоро се сдобива с вярна публика сред тях. Към края на 1940-те е вече звезда. Типични за репертоара ѝ са меланхолични песни за несподелена любов. До 1959 г. записва с много от най-добрите джаз музиканти, включително и Луис Армстронг.
В началото на 1940-те започва да страда от наркозависимост и алкохолизъм. През 1947 г. влиза в затвора за притежание на наркотици. Здравето и гласът ѝ страдат, и концертите и записите ѝ губят от първоначалния си блясък.

### Смърт
Били Холидей умира на 44-годишна възраст от цироза на черния дроб на 17 юли 1959 г. Погребана е в гробището „Сейнт Реймънд“ в Бронкс.

## Студийни албуми
- Billie Holiday Sings (1952)
- An Evening with Billie Holiday (1952)
- Billie Holiday (1954)
- Music for Torching (1955)
- Velvet Mood (1956)
- Lady Sings the Blues (1956)
- Body and Soul (1957)
- Songs for Distingué Lovers (1957)
- Stay with Me (1958)
- All or Nothing at All (1958)
- Lady in Satin (1958)
- Last Recording (1959)